# Gare de Salomé
La gare de Salomé est une gare ferroviaire française de la ligne de Fives à Abbeville, située sur le territoire de la commune de Salomé dans le département du Nord, en région Hauts-de-France. 
C'est une halte voyageurs de la Société nationale des chemins de fer français (SNCF), desservie par des trains TER Hauts-de-France.

## Situation ferroviaire
Établie à 26 mètres d'altitude, la gare de Salomé est située au point kilométrique (PK) 24,66 de la ligne de Fives à Abbeville, entre les gares ouvertes de Marquillies et de La Bassée - Violaines.

## Histoire
Le 31 août 2008, la halte rénovée est mise en service à la suite de la mise en double voie de la ligne de Fives à Abbeville entre Don - Sainghin et Béthune. Elle dispose maintenant de deux quais.

## Service des voyageurs

### Accueil
Halte SNCF, c'est un point d'arrêt non géré (PANG) à accès libre. Elle dispose d'abris de quai.
L'entrée de la halte et la traversée des voies s'effectuent par le passage à niveau routier.

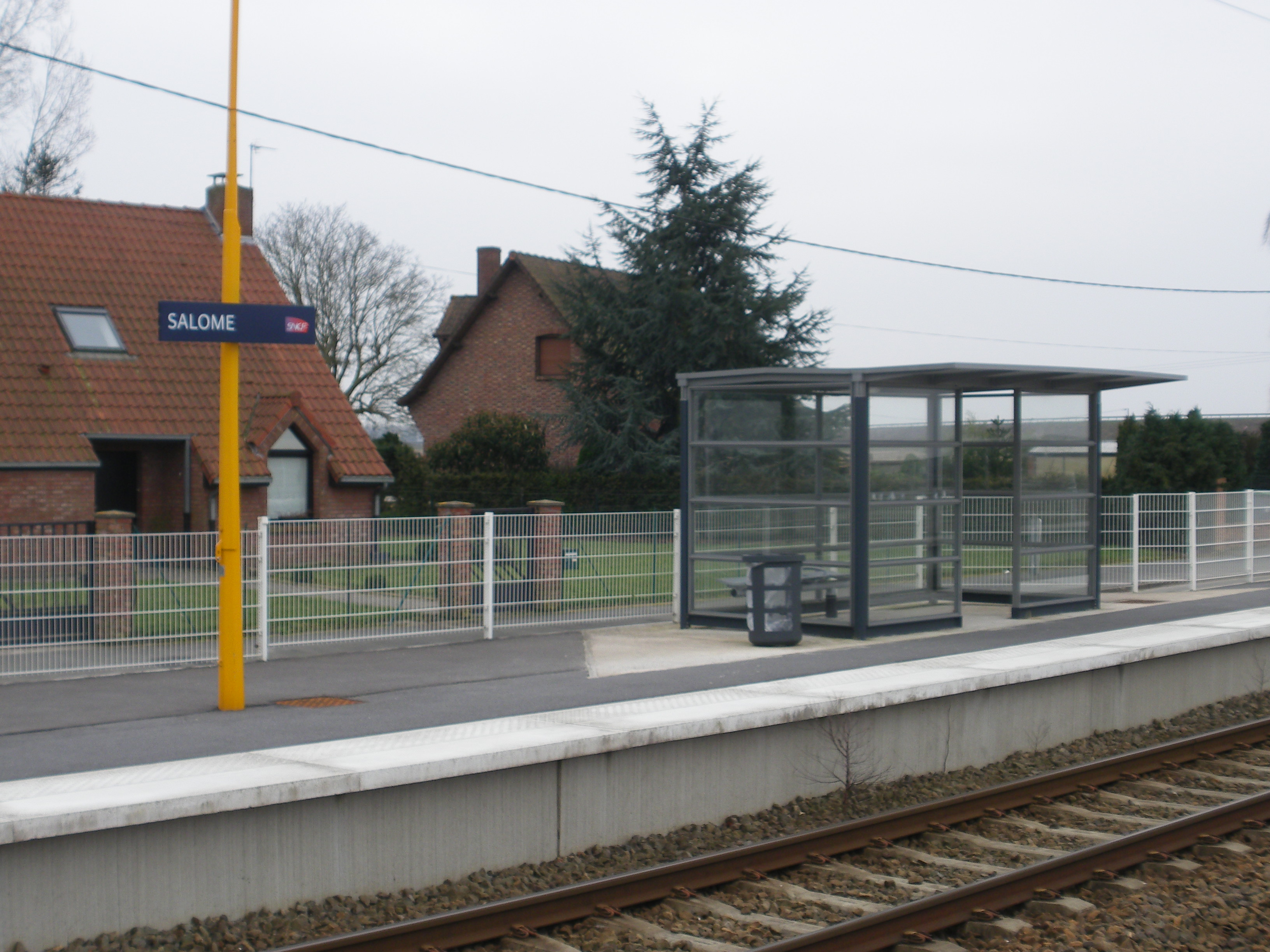
Quai et abri.

Deux valideurs Pass Pass sont situés sur chaque quai.

### Desserte
Salomé est desservie par des trains régionaux TER Hauts-de-France de la relation de Lille-Flandres à Béthune.

### Intermodalité
Un abri vélo sécurisé ainsi qu'un parking sont situés à proximité de la gare.